# Vanda javierae
Vanda javierae, un tipo de Vanda, perteneciente a la familia de las orquídeas (Orchidaceae), es la única Vanda blanca del mundo. Además, de ser una de las orquídeas más raras del mundo y está en peligro.
V. javierae se encuentra solo en la isla de Luzon en Filipinas. 

## Hábitat
V. javierae es endémica de la Isla de Luzon, donde está en peligro. Esta exótica orquídea se da en casi todas partes, con altitudes medias y cerca de los arroyos.

## Taxonomía
Vanda javierae fue descrita por D.Tiu ex Fessel & Lückel y publicado en Die Orchidee 41(4): 146. 1990.
Etimología
Vanda: nombre genérico que procede del nombre sánscrito dado a la especie  Vanda tessellata  en la India, también puede proceder del latín (vandi) y del griego (dios santísimo ).
javierae: epíteto otorgado en honor de Mrs. Javier (un cultivador de orquídeas filipino de 1900).